# Nagy-Páring
A Nagy-Páring (románul Vârful Parângul Mare) a romániai Páring-hegység legmagasabb csúcsa. Az országban az 5. legmagasabb, csak a Fogarasi-havasokban vannak nála magasabb hegyek. 
Relatív magasságban a legnagyobb Romániában 2103 méterrel, és a Kárpatokban a második a szlovák Gerlachfalvi-csúcs után.
A csúcs alatt található a Sztanei-tó (1910 m) tengerszem.  

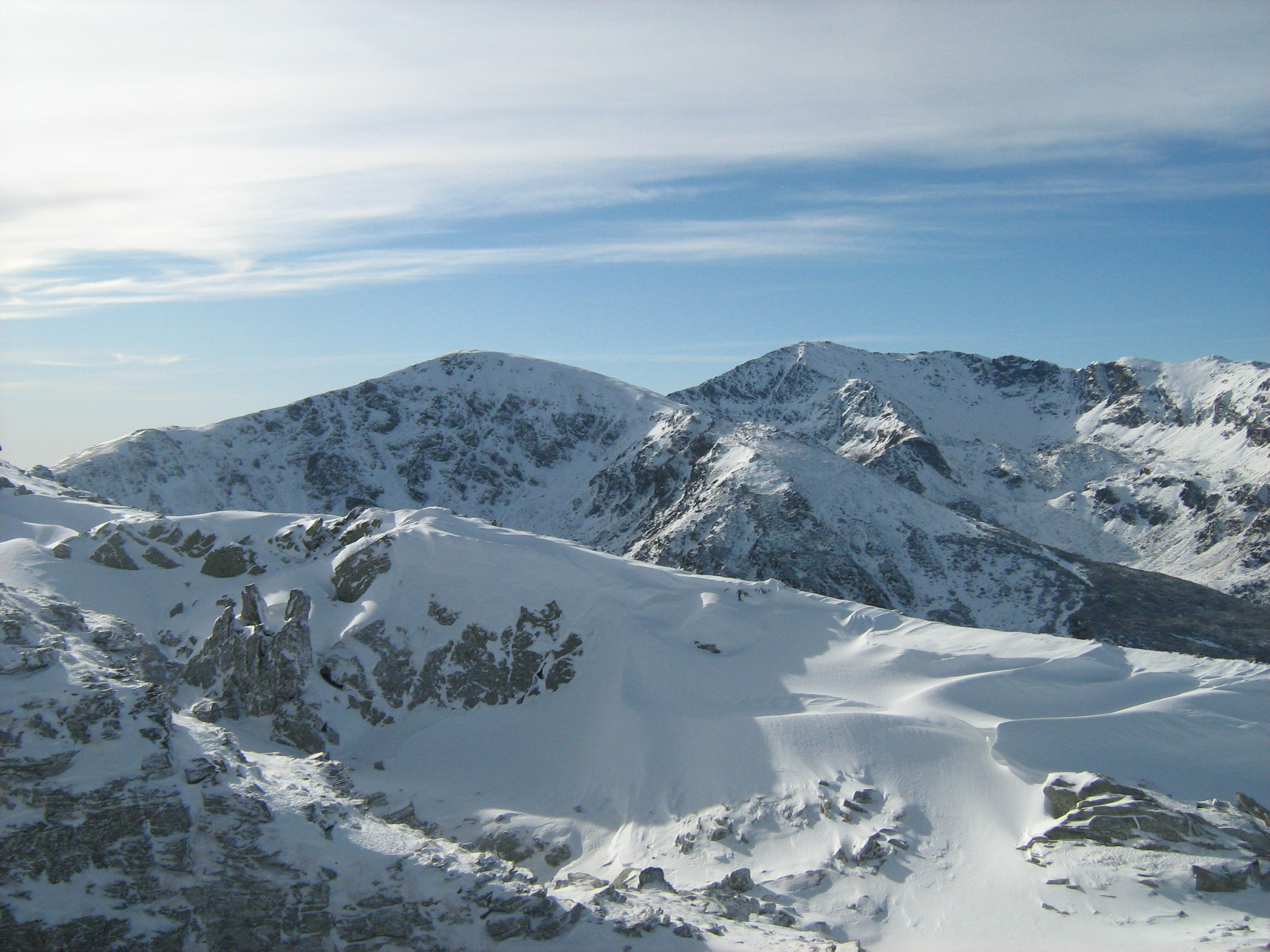
A Nagy-Páring télen

## Külső hivatkozások
- A téli Páring főgerincén – Kárpáti túrák, 2017. február 16.